# Stéphane Mallat
Stéphane Georges Mallat (* 1962 Paříž, Francie) je francouzský matematik, který na přelomu 80. a 90. let 20. století významně přispěl k vývoji teorie vlnek. Zabýval se také aplikovanou matematikou, zpracováním signálu, syntézou hudby a segmentací obrazu. Je autorem knihy A Wavelet Tour of Signal Processing.
Spolupracoval s Yvesem Meyerem při vývoji multirozkladu (Multiresolution analysis, MRA) pro vlnky s kompaktním nosičem. Zde ukázal ekvivalenci vlnkových bází a konjugovaných zrcadlových filtrů, které se používají např. při výpočtu diskrétní vlnkové transformace. Vyvinul také (spolu s Sifenem Zhongem) metodu pro popis obrazu nazvanou Wavelet Transform Modulus Maxima.
V minulosti vyučoval na New York University, Massachusettském technologickém institutu, Telavivské univerzitě a nyní na École Polytechnique.